# Benson & Hedges World Series Cup 1980/81
Die Benson & Hedges World Series Cup 1980/81 war ein Drei-Nationen-Turnier, das vom 23. November bis zum 3. Februar 1981 in Australien im ODI-Cricket ausgetragen wurde. Bei dem zur internationalen Cricket-Saison 1980/81 gehörenden Turnier nahmen neben dem Gastgeber die Mannschaften aus Indien und Neuseeland teil. Australien gewann die Finalserie gegen Neuseeland mit 3–1.

## Vorgeschichte
Für alle Mannschaften war es die erste Tour der Saison, jedoch absolvierte Australien während dem Turnier eine Test-Serie gegen Neuseeland und Indien.

## Format
In einer Vorrunde spielte jede Mannschaft gegen jede fünf Mal. Für einen Sieg gibt es zwei, für ein Unentschieden oder No Result 1 Punkt. Die beiden besten Mannschaften spielten in einer Final-Serie über maximal fünf Spiele den Sieger des Turniers aus.

## Stadien
Die folgenden Stadien wurden für das Turnier ausgewählt.
| Stadion                  | Stadt     | Kapazität | Spiele                                          |
| ------------------------ | --------- | --------- | ----------------------------------------------- |
| Adelaide Oval            | Adelaide  | 53.583    | 1., 8. Spiel;                                   |
| The Gabba                | Brisbane  | 42.000    | 7., 14. Spiel                                   |
| Melbourne Cricket Ground | Melbourne | 100.024   | 3., 4., 10., 11. Spiel; 2. & 3. Finale          |
| WACA Ground              | Perth     | 20.000    | 5. Spiel                                        |
| Sydney Cricket Ground    | Sydney    | 48.000    | 2., 6., 9., 12., 13., 15. Spiel; 1. & 4. Finale |

## Kaderlisten
Die Teams benannten die folgenden Kader.
| ODI | ODI | ODI | ODI |
| Australien | Indien | Neuseeland |     |
| --- | --- | --- | --- |
| - Greg Chappell (K) - Graeme Beard - Allan Border - Trevor Chappell - John Dyson - Shaun Graf - Rodney Hogg - Kim Hughes - Martin Kent - Geoff Lawson - Dennis Lillee - Rod Marsh (wk) - Len Pascoe - Max Walker - Doug Walters - Graeme Wood | - Sunil Gavaskar (K) - Kirti Azad - Roger Binny - Chetan Chauhan - Dilip Doshi - Karsan Ghavri - Kapil Dev - Syed Kirmani (wk) - Sandeep Patil - Bharath Reddy (wk) - Yashpal Sharma - Tirumalai Srinivasan - Dilip Vengsarkar - Gundappa Viswanath - Yograj Singh | - Geoff Howarth (K) - Mark Burgess (VK) - Stephen Boock - Lance Cairns - Ewan Chatfield - Jeremy Coney - Bruce Edgar - Richard Hadlee - Warren Lees (wk) - Paul McEwan - Brian McKechnie - John Parker - Ian Smith (wk) - Martin Sneeden - Gary Troup - John Wright |     |

## Spiele

### Vorrunde
Tabelle
| Teams      | Sp. | S | N | U | R | NR | Punkte |
| ---------- | --- | - | - | - | - | -- | ------ |
| Australien | 10  | 6 | 3 | 0 | 0 | 1  | 13     |
| Neuseeland | 10  | 5 | 4 | 0 | 0 | 1  | 11     |
| Indien     | 10  | 3 | 7 | 0 | 0 | 0  | 6      |

Sieg: 2 Punkte; Remis: 1 Punkte
Spiele
| 23. November Scorecard | Adelaide | Australien 217-9 (50)            | – | Neuseeland 219-7 (49.1) |
|                        |          | Neuseeland gewinnt mit 3 Wickets |   |                         |

Neuseeland gewann den Münzwurf und entschied sich als Feldmannschaft zu beginnen. Als Spieler des Spiels wurde Ewen Chatfield ausgezeichnet.
| 25. November | Sydney | Australien 283-3 (50)          | – | Neuseeland 195 (42.5) |
|              |        | Australien gewinnt mit 94 Runs |   |                       |

Australien gewann den Münzwurf und entschied sich als Schlagmannschaft zu beginnen. Als Spieler des Spiels wurde Greg Chappell ausgezeichnet.
| 6. Dezember | Melbourne | Indien 208-9 (49)          | – | Australien 142 (42.1) |
|             |           | Indien gewinnt mit 66 Runs |   |                       |

Indien gewann den Münzwurf und entschied sich als Feldmannschaft zu beginnen. Als Spieler des Spiels wurde Sandeep Patil ausgezeichnet.
| 7. Dezember | Melbourne | Neuseeland 156 (49.5)            | – | Australien 159-6 (47.2) |
|             |           | Australien gewinnt mit 4 Wickets |   |                         |

Neuseeland gewann den Münzwurf und entschied sich als Schlagmannschaft zu beginnen. Als Spieler des Spiels wurde Allan Border ausgezeichnet.
| 9. Dezember | Perth | Indien 162 (47.4)         | – | Neuseeland 157 (49.5) |
|             |       | Indien gewinnt mit 5 Runs |   |                       |

Indien gewann den Münzwurf und entschied sich als Schlagmannschaft zu beginnen. Als Spieler des Spiels wurde Richard Hadlee ausgezeichnet.
| 18. Dezember | Sydney | Indien 180-9 (49)                | – | Australien 183-1 (42.2) |
|              |        | Australien gewinnt mit 9 Wickets |   |                         |

Australien gewann den Münzwurf und entschied sich als Feldmannschaft zu beginnen. Als Spieler des Spiels wurde Allan Border ausgezeichnet.
| 21. Dezember | Brisbane | Indien 204 (48.5)                | – | Neuseeland 205 (48.4) |
|              |          | Neuseeland gewinnt mit 3 Wickets |   |                       |

Indien gewann den Münzwurf und entschied sich als Schlagmannschaft zu beginnen. Als Spieler des Spiels wurde Kapil Dev ausgezeichnet.
| 23. Dezember | Adelaide | Indien 230-7 (50)         | – | Neuseeland 224 (49.3) |
|              |          | Indien gewinnt mit 6 Runs |   |                       |

Indien gewann den Münzwurf und entschied sich als Schlagmannschaft zu beginnen. Als Spieler des Spiels wurde Yashpal Sharma ausgezeichnet.
| 8. Januar | Sydney | Indien 63 (25.5)                 | – | Australien 64-1 (21) |
|           |        | Australien gewinnt mit 9 Wickets |   |                      |

Australien gewann den Münzwurf und entschied sich als Feldmannschaft zu beginnen. Als Spieler des Spiels wurde Greg Chappell ausgezeichnet.
| 10. Januar | Melbourne | Indien 112-9 (34)                 | – | Neuseeland 113-0 (29) |
|            |           | Neuseeland gewinnt mit 10 Wickets |   |                       |

Neuseeland gewann den Münzwurf und entschied sich als Feldmannschaft zu beginnen. Als Spieler des Spiels wurde Bruce Edgar ausgezeichnet.
| 11. Januar | Melbourne | Indien 192-5 (50)                | – | Australien 193-3 (47.2) |
|            |           | Australien gewinnt mit 7 Wickets |   |                         |

Australien gewann den Münzwurf und entschied sich als Feldmannschaft zu beginnen. Als Spieler des Spiels wurde Graeme Wood ausgezeichnet.
| 13. Januar | Sydney | Neuseeland 220-8 (50)        | – | Australien 219-7 (50) |
|            |        | Neuseeland gewinnt mit 1 Run |   |                       |

Neuseeland gewann den Münzwurf und entschied sich als Schlagmannschaft zu beginnen. Als Spieler des Spiels wurde John Wright ausgezeichnet.
| 15. Januar | Sydney | Australien 242-8 (50)          | – | Indien 215-8 (50) |
|            |        | Australien gewinnt mit 27 Runs |   |                   |

Indien gewann den Münzwurf und entschied sich als Feldmannschaft zu beginnen. Als Spieler des Spiels wurde Allan Border ausgezeichnet.
| 18. Januar | Brisbane | Neuseeland 242-9 (50)          | – | Indien 220 (48.1) |
|            |          | Neuseeland gewinnt mit 22 Runs |   |                   |

Indien gewann den Münzwurf und entschied sich als Feldmannschaft zu beginnen. Als Spieler des Spiels wurde Jeremy Coney ausgezeichnet.
| 21. Januar | Sydney | Australien 180 (43.1) | – | Neuseeland 23-1 (8) |
|            |        | No Result             |   |                     |

Australien gewann den Münzwurf und entschied sich als Schlagmannschaft zu beginnen. Das Spiel wurde auf Grund von Regenfällen abgebrochen.

### Finalserie
| 29. Januar | Sydney | Neuseeland 233-6 (50)          | – | Australien 155 (39.3) |
|            |        | Neuseeland gewinnt mit 78 Runs |   |                       |

Australien gewann den Münzwurf und entschied sich als Feldmannschaft zu beginnen.
| 31. Januar | Melbourne | Neuseeland 126 (46.4)            | – | Australien 130-3 (39.3) |
|            |           | Australien gewinnt mit 7 Wickets |   |                         |

Australien gewann den Münzwurf und entschied sich als Feldmannschaft zu beginnen.
| 1. Februar | Melbourne | Australien 235-4 (50)         | – | Neuseeland 229-8 (50) |
|            |           | Australien gewinnt mit 6 Runs |   |                       |

Australien gewann den Münzwurf und entschied sich als Schlagmannschaft zu beginnen. Dieses Spiel war gekennzeichnet durch das sogenannte Underarm Bowling Incident. Beim letzten Ball hatte Neuseeland sechs Runs Rückstand und Brian McKechnie war am Schlag. Daraufhin instruierte der australische Kapitän Greg Challepp seinen Bruder und Bowler Trevor Chappell den Ball als Unterarm-Ball zu bowlen. Dieser rollte den Ball unschlagbar zum Schlagmann, so dass Australien das Spiel gewann. Die Aktion sorgte für großen Aufruhr und wurde vom Premierminister Neuseelands Robert Muldoon verurteilt. In der Folge wurden die Regeln so geändert, dass diese Art des Bowlings nicht mehr möglich war.
| 3. Februar | Sydney | Neuseeland 215-8 (50)            | – | Australien 218-4 (47.4) |
|            |        | Australien gewinnt mit 6 Wickets |   |                         |

Neuseeland gewann den Münzwurf und entschied sich als Schlagmannschaft zu beginnen. Als Spieler des Spiels wurde Greg Chappell ausgezeichnet.

## Statistiken
Die folgenden Cricketstatistiken wurden bei dieser Tour erzielt.
| Tests          | Tests      | Tests   | Tests   | Tests   | Tests   | Tests   | Tests   | Tests   |
| Batting        | Batting    | Batting | Batting | Batting | Batting | Batting | Batting | Batting |
| Spieler        | Mannschaft | Spiele  | Innings | Runs    | Average | HS      | 100s    | 50s     |
| -------------- | ---------- | ------- | ------- | ------- | ------- | ------- | ------- | ------- |
| Greg Chappell  | Australien | 14      | 14      | 686     | 68,60   | 138*    | 1       | 5       |
| John Wright    | Neuseeland | 13      | 13      | 511     | 42,58   | 81      | 0       | 5       |
| Allan Border   | Australien | 14      | 13      | 450     | 37,50   | 105*    | 1       | 3       |
| Bruce Edgar    | Neuseeland | 13      | 13      | 426     | 42,60   | 102*    | 1       | 1       |
| Graeme Wood    | Australien | 11      | 11      | 348     | 38,66   | 98*     | 0       | 2       |
| Bowling        |            |         |         |         |         |         |         |         |
| Spieler        | Mannschaft | Spiele  | Overs   | Wickets | Average | BBI     | 5W      | 10W     |
| Dennis Lillee  | Australien | 14      | 120.0   | 25      | 14,64   | 4/32    | 0       | 0       |
| Greg Chappell  | Australien | 14      | 112.5   | 22      | 17,04   | 5/15    | 1       | 0       |
| Len Pascoe     | Australien | 12      | 99.4    | 19      | 22,21   | 5/30    | 1       | 0       |
| Martin Snedden | Neuseeland | 10      | 88.0    | 17      | 21,94   | 3/27    | 0       | 0       |
| Richard Hadlee | Neuseeland | 14      | 131.1   | 17      | 26,35   | 5/26    | 2       | 0       |